# Sekmet Mons
Il Sekmet Mons è una struttura geologica della superficie di Venere.